# Raymond (Iowa)
Raymond è un comune degli Stati Uniti d'America, situato nello Stato dell'Iowa, nella contea di Black Hawk.